# Prosopantrum uniseta
Prosopantrum uniseta är en tvåvingeart som beskrevs av Malloch 1933. Prosopantrum uniseta ingår i släktet Prosopantrum och familjen myllflugor. Inga underarter finns listade i Catalogue of Life.